# Campionati svizzeri di sci alpino 1999
I Campionati svizzeri di sci alpino 1999 si svolsero a Grindelwald, a Melchsee-Frutt e a Zinal dal 18 al 31 marzo. Il programma incluse gare di discesa libera, supergigante, slalom gigante, slalom speciale e combinata, sia maschili sia femminili.
Oltre agli sciatori svizzeri, poterono concorrere al titolo anche gli sciatori di nazionalità liechtensteinese, mentre gli atleti delle altre federazioni, pur prendendo parte alle competizioni, potevano ottenere solo prestazioni valide ai fini del punteggio FIS.

## Risultati

### Uomini

#### Discesa libera
| Pos. | Atleta               | Nazione  | Tempo   |
| ---- | -------------------- | -------- | ------- |
| 1    | Paul Accola          | Svizzera | 1:20,67 |
| 2    | Didier Cuche         | Svizzera | 1:20,68 |
| 3    | Rolf von Weissenfluh | Svizzera | 1:21,01 |
| 4    | Markus Herrmann      | Svizzera | 1:21,22 |
| 5    | Maurizio Feller      | Italia   | 1:21,23 |
| 6    | Ambrosi Hoffmann     | Svizzera | 1:21,40 |
| 7    | Tobias Grünenfelder  | Svizzera | 1:21,56 |
| 8    | Didier Défago        | Svizzera | 1:21,69 |
| 9    | Silvano Beltrametti  | Svizzera | 1:21,78 |
| 10   | Christian Forrer     | Svizzera | 1:21,99 |

Data: 19 marzo

Località: Zinal

#### Supergigante
| Pos. | Atleta              | Nazione       | Tempo   |
| ---- | ------------------- | ------------- | ------- |
| 1    | Paul Accola         | Svizzera      | 1:23,08 |
| 2    | Jürg Grünenfelder   | Svizzera      | 1:23,23 |
| 3    | Marco Büchel        | Liechtenstein | 1:23,41 |
| 4    | Markus Herrmann     | Svizzera      | 1:23,43 |
| 5    | Silvano Beltrametti | Svizzera      | 1:23,49 |
| 6    | Franco Cavegn       | Svizzera      | 1:23,83 |
| 7    | Konrad Hari         | Svizzera      | 1:24,18 |
| 8    | AJ Bear             | Australia     | 1:24,19 |
| 9    | Maurizio Feller     | Italia        | 1:24,33 |
| 9    | Ambrosi Hoffmann    | Svizzera      | 1:24,33 |

Data: 21 marzo

Località: Zinal

#### Slalom gigante
| Pos. | Atleta               | Nazione       | Tempo   |
| ---- | -------------------- | ------------- | ------- |
| 1    | Didier Plaschy       | Svizzera      | 2:04,87 |
| 2    | Michael von Grünigen | Svizzera      | 2:05,04 |
| 3    | Paul Accola          | Svizzera      | 2:05,22 |
| 4    | Marco Büchel         | Liechtenstein | 2:05,81 |
| 5    | Andrea Zinsli        | Svizzera      | 2:05,82 |
| 6    | Jürg Grünenfelder    | Svizzera      | 2:06,30 |
| 7    | Tobias Grünenfelder  | Svizzera      | 2:07,19 |
| 8    | Daniel Défago        | Svizzera      | 2:07,27 |
| 9    | Jakob Ryhner         | Svizzera      | 2:07,29 |
| 10   | Karl Strasser        | Austria       | 2:07,38 |

Data: 27 marzo

Località: Melchsee-Frutt

#### Slalom speciale
| Pos. | Atleta               | Nazione  | Tempo   |
| ---- | -------------------- | -------- | ------- |
| 1    | Didier Plaschy       | Svizzera | 1:17,59 |
| 2    | Marco Casanova       | Svizzera | 1:18,33 |
| 3    | Paul Accola          | Svizzera | 1:19,03 |
| 4    | Didier Défago        | Svizzera | 1:19,06 |
| 5    | Kilian Albrecht      | Austria  | 1:19,10 |
| 6    | Andrea Zinsli        | Svizzera | 1:19,14 |
| 7    | Michael von Grünigen | Svizzera | 1:19,29 |
| 8    | Mario Reiter         | Austria  | 1:19,33 |
| 9    | Thomas Pool          | Svizzera | 1:19,66 |
| 10   | Urs Imboden          | Svizzera | 1:19,68 |

Data: 31 marzo

Località: Grindelwald

#### Combinata
| Pos. | Atleta      | Nazione  |
| ---- | ----------- | -------- |
| 1    | Paul Accola | Svizzera |
| 2    | ?           | ?        |
| 3    | ?           | ?        |

### Donne

#### Discesa libera
| Pos. | Atleta               | Nazione  | Tempo   |
| ---- | -------------------- | -------- | ------- |
| 1    | Sylviane Berthod     | Svizzera | 1:18,40 |
| 2    | Nadia Styger         | Svizzera | 1:18,93 |
| 3    | Fränzi Aufdenblatten | Svizzera | 1:19,50 |
| 4    | Monika Tschirky      | Svizzera | 1:19,51 |
| 5    | Marlies Oester       | Svizzera | 1:19,53 |
| 6    | Sibylle Murer        | Svizzera | 1:19,61 |
| 7    | Laura Schelbert      | Svizzera | 1:20,09 |
| 8    | Ruth Kündig          | Svizzera | 1:20,38 |
| 9    | Linda Alpiger        | Svizzera | 1:20,52 |
| 10   | Jeanette Collenberg  | Svizzera | 1:20,58 |

Data: 18 marzo

Località: Zinal

#### Supergigante
| Pos. | Atleta               | Nazione  | Tempo   |
| ---- | -------------------- | -------- | ------- |
| 1    | Nadia Styger         | Svizzera | 1:12,61 |
| 2    | Sylviane Berthod     | Svizzera | 1:12,69 |
| 3    | Ruth Kündig          | Svizzera | 1:12,87 |
| 4    | Ella Alpiger         | Svizzera | 1:12,96 |
| 5    | Linda Alpiger        | Svizzera | 1:13,44 |
| 6    | Jeanette Collenberg  | Svizzera | 1:13,46 |
| 7    | Fränzi Aufdenblatten | Svizzera | 1:13,48 |
| 8    | Monika Tschirky      | Svizzera | 1:13,49 |
| 9    | Tanja Pieren         | Svizzera | 1:13,84 |
| 10   | Monika Dumermuth     | Svizzera | 1:13,89 |

Data: 20 marzo

Località: Zinal

#### Slalom gigante
| Pos. | Atleta              | Nazione       | Tempo   |
| ---- | ------------------- | ------------- | ------- |
| 1    | Birgit Heeb         | Liechtenstein | 2:05,98 |
| 2    | Karin Roten         | Svizzera      | 2:06,40 |
| 3    | Lilian Kummer       | Svizzera      | 2:06,62 |
| 4    | Ruth Kündig         | Svizzera      | 2:06,92 |
| 5    | Corina Hossmann     | Svizzera      | 2:07,17 |
| 6    | Marlies Oester      | Svizzera      | 2:07,70 |
| 7    | Kumiko Kashiwagi    | Giappone      | 2:08,06 |
| 8    | Sylviane Berthod    | Svizzera      | 2:08,17 |
| 9    | Corina Grünenfelder | Svizzera      | 2:08,17 |
| 10   | Eva Kurfürstová     | Rep. Ceca     | 2:08,50 |

Data: 25 marzo

Località: Melchsee-Frutt

#### Slalom speciale
| Pos. | Atleta               | Nazione       | Tempo   |
| ---- | -------------------- | ------------- | ------- |
| 1    | Lilian Kummer        | Svizzera      | 1:31,97 |
| 2    | Marlies Oester       | Svizzera      | 1:32,99 |
| 3    | Corina Hossmann      | Svizzera      | 1:33,24 |
| 4    | Carina Raich         | Austria       | 1:34,09 |
| 5    | Tamara Schädler      | Liechtenstein | 1:34,25 |
| 6    | Eva Kurfürstová      | Rep. Ceca     | 1:34,27 |
| 7    | Kumiko Kashiwagi     | Giappone      | 1:34,32 |
| 8    | Fränzi Aufdenblatten | Svizzera      | 1:34,51 |
| 9    | Pamela Ziegler       | Svizzera      | 1:34,63 |
| 10   | Alexandra Holzmann   | Austria       | 1:34,84 |

Data: 26 marzo

Località: Melchsee-Frutt

#### Combinata
| Pos. | Atleta         | Nazione  |
| ---- | -------------- | -------- |
| 1    | Marlies Oester | Svizzera |
| 2    | ?              | ?        |
| 3    | ?              | ?        |